# 和兴路街道
和兴路街道是中国黑龙江省哈尔滨市南岗区下辖的一个街道。